# Joseph Wilde (Drehbuchautor)

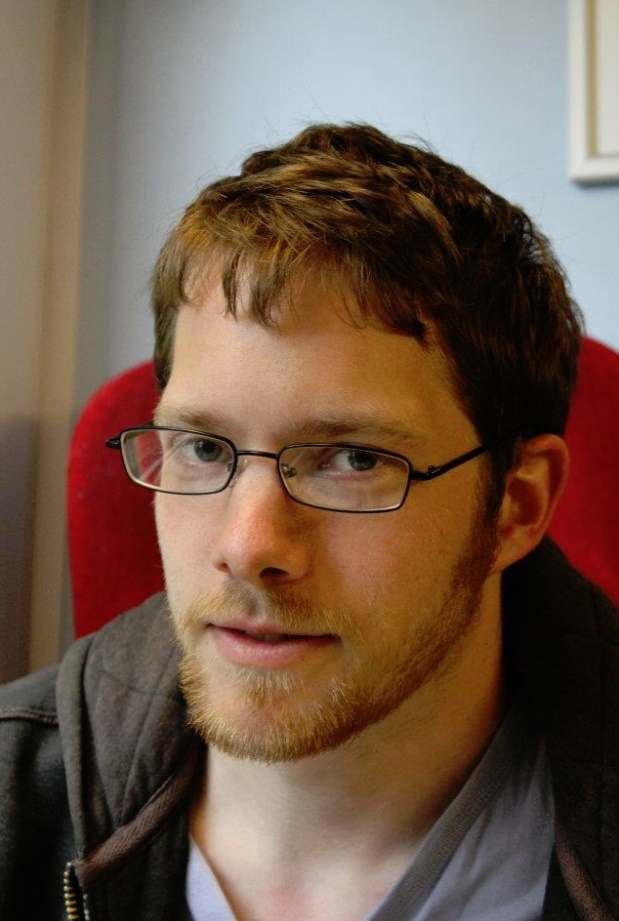
Joseph Wilde

Joseph Wilde ist ein britischer Drehbuchautor.
2011 gewann sein Debütstück „Cuddles“ den Capital Theatre Award für das beste neue Stück. Cuddles wurde dann im Mai 2013 im Ovalhouse unter der Regie von Rebecca Atkinson-Lord  aufgeführt. Die Produktion wurde für mehrere Off-Westend Awards nominiert und tourte anschließend durch Großbritannien, bevor sie 2015 in die 59E59 Theatres in Manhattan übertragen wurde. Dort wurde es mit dem New York Times Critic’s Pick als eine der besten Theaterproduktionen 2015 ausgezeichnet.

## Filmographie (Auswahl)

### Drehbuch
- 2014–2015: Doctors
- 2017: Casualty
- 2021: A Discovery of Witches
- 2021: Royal Bastards: Rise of the Tudors

### Schauspieler
- 2010: Smiley
- 2010: Dependence
- 2012: How to Start a Riot